# 托雷
托雷（法語：Thorey，法語發音：[tɔʁɛ]）是法国勃艮第-弗朗什-孔泰大区约讷省的一个市镇，属于阿瓦隆区。

## 地理
托雷（47°54'12"N, 4°7'20"E）面积6.93 平方千米，位于法国勃艮第-弗朗什-孔泰大區约讷省，该省份为法国中北部内陆省份，西接卢瓦雷省，西北接塞纳-马恩省，南至涅夫勒省，东临科多尔省，东北与奥布省接壤。
与托雷接壤的市镇（或旧市镇、城区）包括：特里谢、梅利塞、吕尼、阿尔芒松河畔圣马丹、唐莱。

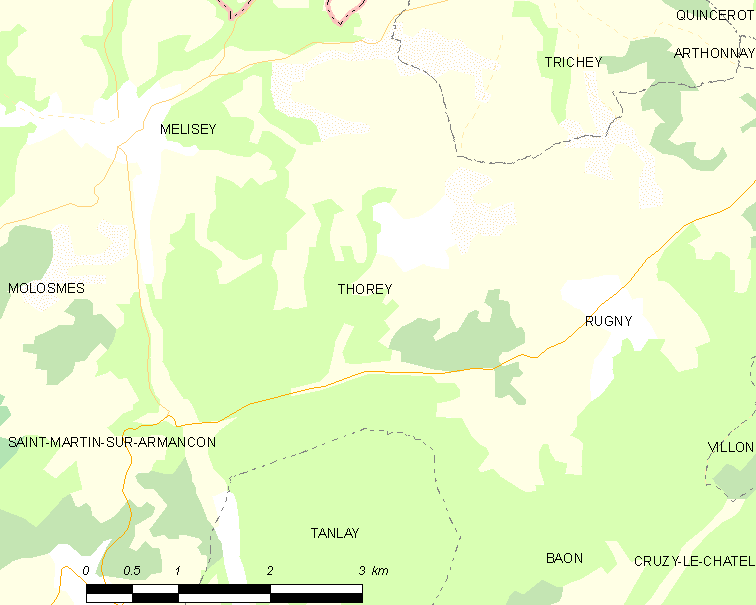
托雷的OSM定位图

托雷的时区为UTC+01:00、UTC+02:00（夏令时）。

## 行政
托雷的邮政编码为89430，INSEE市镇编码为89413。

## 政治
托雷所属的省级选区为托内鲁瓦县。

## 人口

1962-2008年间托雷人口变化图示

托雷于2022年1月1日时的人口数量为43人。